# Cerastium pseudokasbek
Cerastium pseudokasbek là loài thực vật có hoa thuộc họ Cẩm chướng. Loài này được Vysok. mô tả khoa học đầu tiên năm 1950.